# کاشف دزفولی
سید صدرالدین کاشف دزفولی (۱۱۷۴ ق - ۱۲۵۸ ق)، عالم دینی و عارف زاهد و از شاگردان و مریدان عارف شهیر آقامحمد بیدآبادی اصفهانی بود.

## زندگی
سید صدرالدین محمد بن سید محمدباقر موسوی کاشف دزفولی، عالم عارف از سادات گوشه، از شاگردان عرفانی آقامحمد بیدآبادی و معاصر با سید صدرالدین عاملی و داماد سید عبداللَّه داعی، شب یک‌شنبه ۱۸ صفر ۱۱۷۴ق در دزفول بدنیا آمد. کاشف پس از کسب علوم دینی در ۲۱ سالگی به اجتهاد رسید. وی برای مصاحبت و دیدار صاحبان ذوق و عرفان مسافرتهای متعدد و طولانی داشت و به مطالعه آثار عرفا و ریاضت نفس و عبادات مشغول بود و محل خلوت و ریاضت او در دزفول به نام بقعه کاشفیه شهرت دارد. سید کاشف مرتضی انصاری را که برای دستورالعمل در دزفول به وی مراجعه کرده بود به بهره‌گیری از سید علی شوشتری در نجف دعوت می‌کند و می‌گوید او (شوشتری) از ماست. کاشف در شب پنج شنبه ۱۶ شعبان ۱۲۵۸ق در دزفول درگذشت. پیکرش را بنا به وصیتش به کربلا انتقال داده و در بین رواق و حرم حسین بن علی (در مقبرهٔ سید کاظم رشتی) به خاک سپردند.

## شاگردان
سید محمدرضا موسوی دزفولی، سلیمان عاملی، ملاغلامرضا شهی، سید عبدالله و سید حسین ظهیرالاسلام از شاگردان وی بودند و به قرائنی مرتضی انصاری و سید علی شوشتری را نیز از شاگردان وی می‌دانند.

## آثار
آثار وی بیش از یکصد جلد با موضوعات اخلاقی عرفانی و دینی و شعر است و اکثراً به زبان فارسی است. سه اثر از وی به چاپ رسیده است:
- مصباح العارفین که در سال ۱۳۳۲ شمسی در اهواز چاپ شده است.
- حق الحقیقة که با ترجمه و مقدمه آقای فتحی‌پور در سال ۱۳۳۷ شمسی در اهواز چاپ شده است.
- معراج المؤمنین، این رساله فارسی شرح بیت (من هماندم که وضو ساختم از چشمه عشق / چهار تکبیر زدم یکسره بر هرچه که هست) از حافظ است.

سایر آثار:
- «مرآة الغیب» (شرح اصطلاحات عرفانی به زبان فارسی)[۳]
- «ارشاد المریدین» (در سلوک)
- «شرح «نهج‌البلاغه»
- «دلیل المتحیرین» (در آداب سلوک و اذکار، که آن را برای برادرش سید محمد علی موسوی تألیف کرده است؛
- «صراط الحق» (در سیر و سلوک)
- «مصباح الذاکرین» (در آداب ذکر و ریاضت)
- «مرآة الصفا» (در ادعیه و احراز و خواص آیات و اسماء حسنی)
- «قاصم الجبارین»
- «مناهج الموحدین» (در علم اصول به صورت ملمع)
- «مسالک الزاهدین»
- «روضة السالکین» (عرفان)
- «کلیات» یا «دیوان» اشعار.[۴]

## اشعار
وی ذوق شعر عرفانی داشته و ۱۰۰ هزار بیت شعر سروده و تخلصش «کاشف» بوده است. بیت زیر از اوست:
ز هجر او مگو قلب حزین را
برو کاشف تو در عین وصالی
همچنین این رباعی از اوست:
در عشق هوای خودپرستی مطلب / از زاهد خشک شور مستی مطلب
خواهی که رسی به هستی مطلق او / از هستی خویش حرف هستی مطلب
از وی سه دیوان شعر در دست است:
- دیوان کلیات قدیم مشتمل بر ۸۲۱۳ بیت؛
- دیوان جدید (واردات غیبیه) مشتمل بر ۲۰۳۳۸ بیت؛
- کلیات مرآت الغیب و اسرار الکاشفیة؛
- حدائق العاشقین؛
- دُرّ مکنون؛
- ولایت نامه.

## نسب
سید کاشف را نسب به امام هفتم شیعه موسی بن جعفر منتهی می‌شود و به موسوی شهره است. بدین ترتیب که سید صدرالدین بن سید محمدباقر بن سید محمدمهدی بن سید محمدشفیع بن سید مرتضی بن سید حبیب‌الله بن سید ولی‌الدین (مدفون در محلی موسوم به گوشه واقع بین نورآباد و لیوس در پای کوه گند از کوهستان بختیاری و علت شهرت این سادات به گوشه همانا دفن سید ولی‌الدین مذکور است که جد کاشف است در گوشه نامبرده) بن سید محمد بن سید احمد بن سید عبدالله بن سید شمس‌الدین محمد بن سید تاج‌الدین بن سید شرف‌الدین بن سید حسین بن سید عالی بن سید صدرالدین بن سید نظام‌الدین بن سید محمود بن سید جمال‌الدین بن سید محمود ابن سید صدرالدین بن سید مظفرالدین بن سید احمد بن سید عبدالله بن ابوالحسن موسی بن جعفر (امام هفتم شیعه).